# 世爵F1车队
世爵車隊（Spyker F1 Team）是由荷蘭手工跑車厂商世爵所成立的一级方程式赛车车队，曾参加2007年世界一级方程式锦标赛。
2006年7月，世爵汽车买下了在F1參賽尚未满一年的米德兰车队，并在2006赛季的最后三场比赛中以“世爵米德兰车队”名义出赛，2007赛季车队正式以“世爵车队”名义征战F1赛事。2007赛季结束后，世爵车队再次被收购，并更名为印度力量车队。
世爵车队是继1976和1977年的波罗车队后，第二支以荷兰赛车执照参加F1赛事的车队。

## 车队成立（2006年）

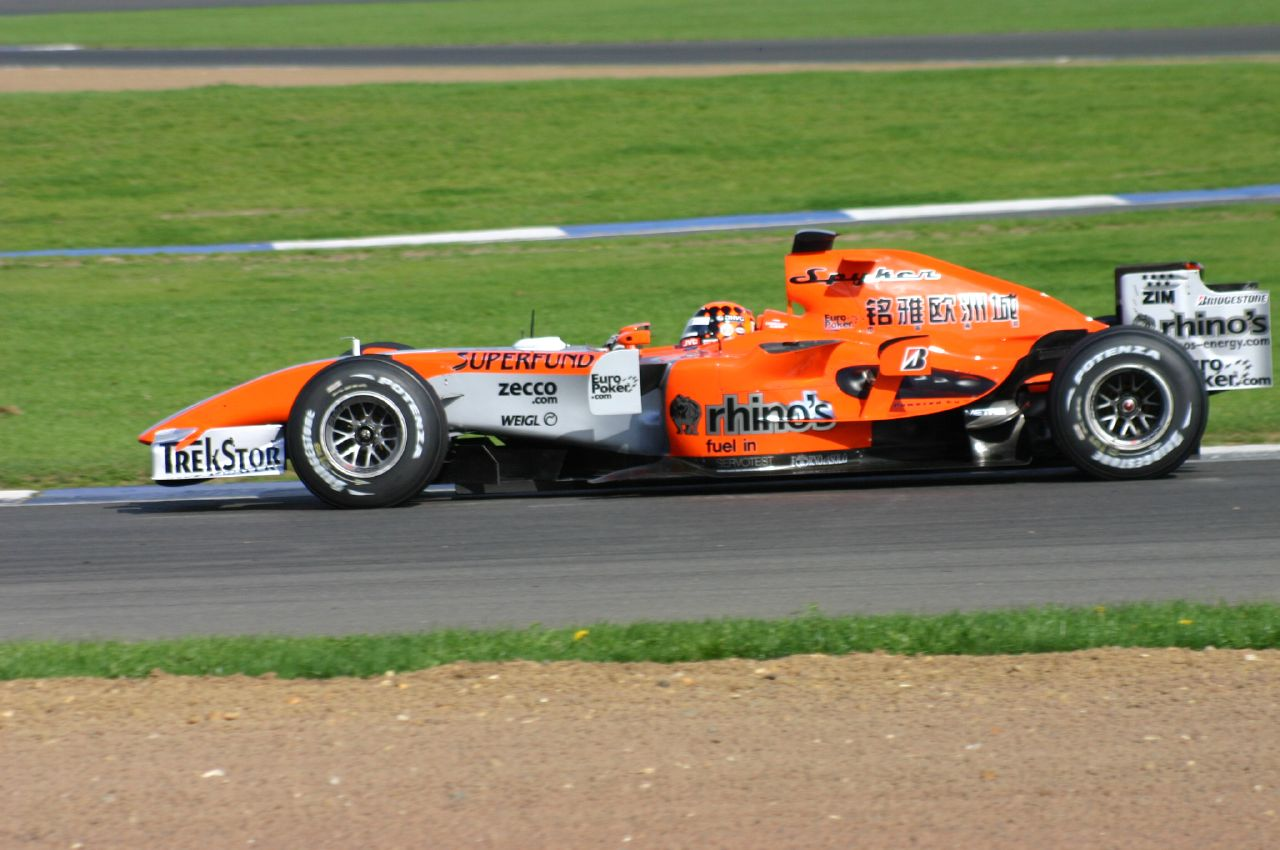
在英国银石赛道驾驶世爵米德兰车队赛车的克里斯蒂安·阿尔伯斯（2006年9月），赛车涂装已更改为世爵接手后的版本

世爵车队的前身可以追溯到1991年由埃迪·乔丹所创立的乔丹车队。2005年，米德兰集团以6000万美元从埃迪·乔丹手中收购了财政状况不佳的乔丹车队，并在2005赛季以乔丹车队名义参赛后，以位于英国北安普敦郡银石的车队总部班底为基础，以米德兰车队的名义参加2006赛季的F1赛事。
但在2006赛季夏休期前，米德兰车队未能取得任何积分，且车队竞争力羸弱，因此有舆论称米德兰车队创始人亚历克斯·施奈德谋求出售车队，此时距离埃迪·乔丹将乔丹车队售予米德兰集团还不到两年。根据报道，由于当时的F1已经到达12支车队的参赛上限，2008赛季后将不再能够有新车队报名参赛，因此米德兰集团为车队开出了1.28亿美元的转卖开价，这一价格远远超过了米德兰车队的收购价格。
最终，荷兰跑车厂商世爵在2006年9月6日以1.066亿美元的价格收购米德兰车队，同时新车队将出赛2006赛季的最后三场比赛。而在4天后的9月10日，英国独立电视网即报道，前米德兰车队顾问强尼·赫伯特和车队创始人亚历克斯·施奈德不再管理卖出后的车队。
由于F1规定赛季进行期间不允许车队更名，只能在车队名称之前增加赞助商名称，因此在2006赛季的最后三场比赛中，世爵暂时以赞助商名义出现，收购后的车队也暂时以使用荷兰赛车执照的“世爵米德兰车队”（Spyker MF1 Racing）名义参赛，沿用原米德兰车队的赛车，并将米德兰车队红白相间的车身颜色更替为与世爵世家GT2-R(Spyker Spyder GT2-R)车型相近的橙色和银色相间搭配（橙色同时为荷兰的国家代表色以及赛车主色调）。而在车手搭配上，米德兰车队的两位车手克里斯蒂安·阿尔伯斯和蒂亚戈·蒙泰罗继续代表更名后的车队参加赛季的最后三场比赛，亚历山大·普雷马、阿德里安·苏蒂尔和E.J.维索则先后代表车队出赛周五练习赛。三场比赛之中，世爵米德兰车队未能取得任何积分。

## 正式参赛（2007年）

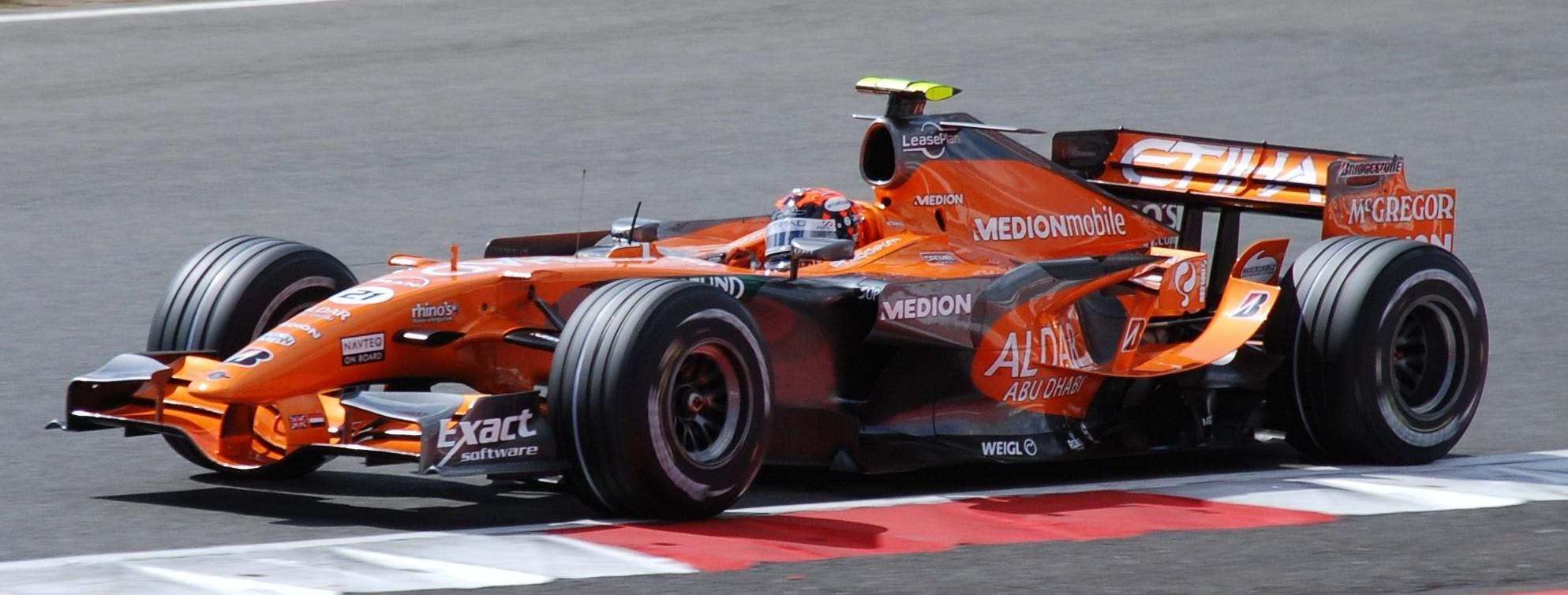
2007年英国大奖赛上驾驶世爵F8-VII赛车的克里斯蒂安·阿尔伯斯

2006赛季结束后，世爵米德兰车队正式更名为世爵车队(Spyker F1 Team)，同时原米德兰车队领队科林·科勒斯继续在新车队留任原职，迈克·摩尔成为车队赛事主管并成为世爵汽车董事会成员，而曾在乔丹车队任职的迈克·加斯科因也加盟新车队担任总设计师。车队在2007赛季不再使用丰田提供的客户引擎，转而使用2006赛季规格的法拉利客户引擎，而丰田转而为威廉姆斯车队提供引擎。虽然世爵车队的研发中心和总部依旧沿用乔丹车队时期就设置在英国银石的设施，但车队决定继续使用荷兰赛照参赛，以代表世爵汽车对车队的所有权。
在车手的选择上，除了早在2006赛季中国站比赛周末就宣布留队的克里斯蒂安·阿尔伯斯之外，曾在2006赛季以第三车手身份为米德兰车队和世爵米德兰车队参加练习赛的德国车手阿德里安·苏蒂尔成为新赛季车队的第二位正赛车手。然而，在国际汽联公布的2007赛季第一版参赛名单上，根据前一个赛季的排名，世爵车队分到了20和21两个车号，但由于苏蒂尔当时尚未官宣，只有使用20号赛车的阿尔伯斯出现在官方的准入名单上，21号赛车的席位仍然处于尚未公布的状态。但在赛季进行的过程中，由于阿尔伯斯希望驾驶奇数车号的赛车，因此车队的两个正赛车手实际上互换了车号，阿尔伯斯驾驶21号赛车，而苏蒂尔驾驶20号赛车。同时，世爵车队签约了四位测试及后备车手：西班牙车手阿德里安·瓦勒斯，马来西亚车手莫哈默德·法鲁兹·法兹，荷兰车手吉多·范德加德和德国车手马库斯·温克霍克。

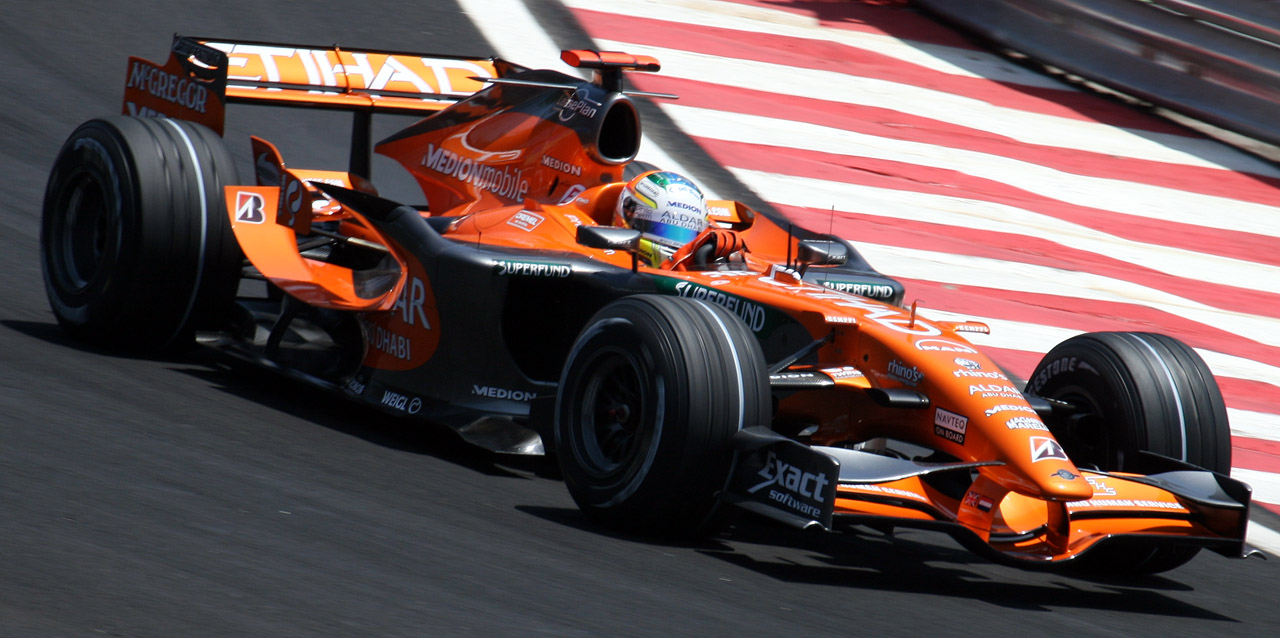
2007年巴西大奖赛练习赛上驾驶世爵F8-VIIB赛车的阿德里安·苏蒂尔

2007年3月，世爵车队与来自阿联酋阿布扎比的伊蒂哈德航空和阿尔德资本签订了赞助协议，车队也因赞助因素被命名为“伊蒂哈德阿尔德世爵F1车队”(Etihad Aldar Spyker F1 Team)。
苏蒂尔代表车队参加了全赛季的比赛，但另一个席位则在多位车手之间共享。2007年7月10日，由于缺乏为车队的发展计划所赞助的资金，阿尔伯斯与世爵车队解除合同，不再为车队参赛，车队赛事主管迈克·摩尔对此形容为“我在职业生涯中所做出的最艰难决定” 。虽然前红牛车队车手克里斯蒂安·克莱恩曾为车队测试赛车，但在2007年欧洲大奖赛上，测试车手马库斯·温克霍克取代了阿尔伯斯的席位 。

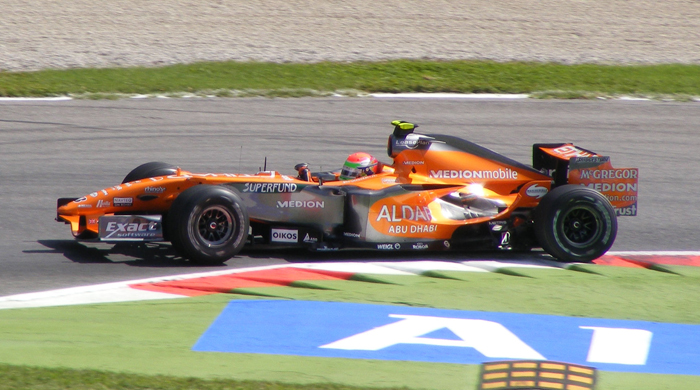
2007年意大利大奖赛上驾驶世爵F8-VIIB赛车的山本左近

虽然温克霍克在欧洲站有着一度领跑比赛的出色表现，但他由于赞助因素未能继续获得正赛席位，车队的第二车手席位转而由曾在2006赛季为超级亚久里车队出赛正赛，2007赛季被降格为超级亚久里试车手的山本左近获得。
该赛季世爵车队的世爵F8-VII赛车在赛季中期进行过重大升级，但升级后的“B版赛车”最初未能通过国际汽联的碰撞测试，直到意大利站前才通过测试，获准参赛。而苏蒂尔也在日本站上驾驶B版赛车以第9名冲线，并在红牛二队的维坦托尼奥·里尤兹因在赛道黄旗下超越苏蒂尔被罚25秒后晋升至第8位，取得1个积分。
世爵车队在该赛季的表现依旧不佳，全赛季绝大多数的完赛成绩排名队尾，全赛季车队只在日本站由苏蒂尔取得唯一的1个积分，最终也排名车队积分榜第10位，被超级亚久里车队超过的同时，只高于因间谍门事件被取消车队积分榜成绩的迈凯伦车队。
车队在该赛季的唯一一次亮点出现在欧洲站。当时，首次代表车队出赛的马库斯·温克霍克在他的F1首秀中最后一位发车，但由于在暖胎圈即更换雨胎，他在前方车手纷纷因恶劣的天气和赛道情况被迫进站换胎或发生打滑的情况下，在比赛第二圈即上升到第1位，以领先第二名33秒的优势领跑全场，并最终领跑了6圈比赛，这也是世爵车队和温克霍克在F1生涯中的唯一一次领跑比赛。然而，在比赛被出示红旗暂停，并重新起跑过后，由于赛道条件变好，温克霍克逐渐被后方车手超越，最终在比赛第15圈因赛车液压系统故障而退赛。温克霍克也由此成为F1史上第一位在处子秀由队尾发车并领跑过比赛的车手，也是第一位及唯一一位在同一场比赛中同时从队头和队尾两个位置起跑过的车手。

## 售出车队
2007年8月14日，世爵汽车宣布，由于世爵车队可能需要与母公司分拆，世爵汽车将售出车队的全部或部分股权。最终，经由世爵汽车董事会的批准，由印度商人维杰·马尔雅和荷兰商人，世爵董事会成员迈克·摩尔所牵头的“橙色印度”(Orange India)财团以8000万欧元左右的价格收購了世爵車隊，这次收购是车队在三年内的第三次转手，马尔雅也在2007年中国大奖赛上以车队所有者的身份出现在围场 。
2008年賽季起，世爵车队更名为印度力量车队，并以此名义运营了11个赛季，直至2018年夏季车队资产被赛点印度力量车队收购。

## F1赛季成绩
(賽果底色示意列表)

P – 桿位

F – 最快圈速

* – 賽季進行中 

† –  車手未完成賽事，但已完成90%的原定賽程，因而有排名 

‡ –  由於未完成預定距離的75％，因此該場比賽只能獲得一半積分 

### 2000年代
| 赛季  | 底盘           | 引擎              | 轮胎 | 车手                | 1   | 2   | 3    | 4  | 5   | 6   | 7  | 8   | 9   | 10  | 11  | 12  | 13 | 14 | 15 | 16  | 17   | 積分 | 名次 |
| ----- | -------------- | ----------------- | ---- | ------------------- | --- | --- | ---- | -- | --- | --- | -- | --- | --- | --- | --- | --- | -- | -- | -- | --- | ---- | ---- | ---- |
| 2007  | F8-VII F8-VIIB | 法拉利 056 2.4 V8 | B    |                     | 澳  | 马  | 巴林 | 西 | 摩  | 加  | 美 | 法  | 英  | 欧  | 匈  | 土  |    | 比 | 日 | 中  | 巴西 | 1    | 第10 |
| 2007  | F8-VII F8-VIIB | 法拉利 056 2.4 V8 | B    | 阿德里安·苏蒂尔     | 17  | Ret | 15   | 13 | Ret | Ret | 14 | 17  | Ret | Ret | 17  | 21† | 19 | 14 | 8  | Ret | Ret  | 1    | 第10 |
| 2007  | F8-VII F8-VIIB | 法拉利 056 2.4 V8 | B    | 克里斯蒂安·阿尔伯斯 | Ret | Ret | 14   | 14 | 19† | Ret | 15 | Ret | 15  |     |     |     |    |    |    |     |      | 1    | 第10 |
| 2007  | F8-VII F8-VIIB | 法拉利 056 2.4 V8 | B    | 马库斯·温克霍克     |     |     |      |    |     |     |    |     |     | Ret |     |     |    |    |    |     |      | 1    | 第10 |
| 2007  | F8-VII F8-VIIB | 法拉利 056 2.4 V8 | B    | 山本左近            |     |     |      |    |     |     |    |     |     |     | Ret | 20  | 20 | 17 | 12 | 17  | Ret  | 1    | 第10 |
| 来源: |                |                   |      |                     |     |     |      |    |     |     |    |     |     |     |     |     |    |    |    |     |      |      |      |